# كونور هاليسي
كونور هاليسي (بالإنجليزية: Connor Hallisey)‏ (9 فبراير 1993 في الولايات المتحدة - ) هو لاعب كرة قدم أمريكي في مركز الوسط. شارك مع منتخب الولايات المتحدة تحت 18 سنة لكرة القدم. أما مع النوادي، فقد لعب مع سبورتينغ كانساس سيتي.

## وصلات خارجية
- كونور هاليسي على موقع الدوري الأمريكي (الإنجليزية)
- كونور هاليسي على موقع قاعدة بيانات كرة القدم.إي يو (الإنجليزية)
- كونور هاليسي على موقع Soccerway.com (الإنجليزية)
- كونور هاليسي على موقع عالم كرة القدم.نت (الإنجليزية)
- كونور هاليسي على موقع AS.com (الإسبانية)